# Freie Benutzung
Die Freie Benutzung war bis zum 7. Juni 2021 im deutschen Urheberrecht eine Art der Werkbenutzung. Sie ermöglichte die Benutzung eines Werkes ohne Zustimmung des Urhebers in einem neuen, selbständigen Werk, sofern die persönlichen Züge des Originalwerkes verblassen und die des neuen Urhebers in den Vordergrund treten.
Die freie Benutzung wird seit 2021 teilweise durch die neue Schrankenbestimmung des § 51a UrhG für Karikatur, Parodie und Pastiche ersetzt.

## Geschichte und Regulierung
Die amtliche Begründung des Urheberrechtsgesetzes sah eine Übernahme der gesetzlichen Bestimmungen aus § 13 LUG und § 16 KUG vor:

„In Übereinstimmung mit dem geltenden Recht (§ 13 LUG, § 16 KUG) sieht der Entwurf vor, daß abweichend von der Regelung in § 23 ein in Anlehnung an ein anderes Werk geschaffenes Werk dann ohne Zustimmung des Urhebers des benutzten Werkes veröffentlicht oder verwertet werden darf, wenn es sich von der Vorlage so weit gelöst hat, daß es als eine völlig selbständige Neuschöpfung anzusehen ist (freie Benutzung).“

Die Regulierung erfolgte in § 24 UrhG:
(1) Ein selbständiges Werk, das in freier Benutzung des Werkes eines anderen geschaffen worden ist, darf ohne Zustimmung des Urhebers des benutzten Werkes veröffentlicht und verwertet werden.

## Abgrenzung
Im Gegensatz zu den anderen Werkbenutzungsarten unveränderte Benutzung (§ 15 UrhG) und Bearbeitung (§ 23 UrhG) bedarf es bei der freien Benutzung jedoch keiner Zustimmung des Urhebers des Originalwerkes. Bearbeitung und freie Benutzung entlehnen sich beide einem Originalwerk, wobei es sich erst um eine freie Benutzung handelt, wenn es keine Bearbeitung mehr ist. Dabei ist die eigenpersönliche Leistung des Urhebers am neuen Werk maßgeblich.
Frei benutzt werden – im Sinne des § 24 UrhG – können nur Werke, die bereits einen urheberrechtlichen Schutz besitzen. Werke, die aufgrund mangelnder Schöpfungshöhe oder aufgrund des Alters gemeinfrei sind, können zwar ebenfalls frei benutzt werden, jedoch nur weil diese nicht urheberrechtlich geschützt sind, nicht jedoch weil diese Regelung dies erlaubt.

## Kriterien

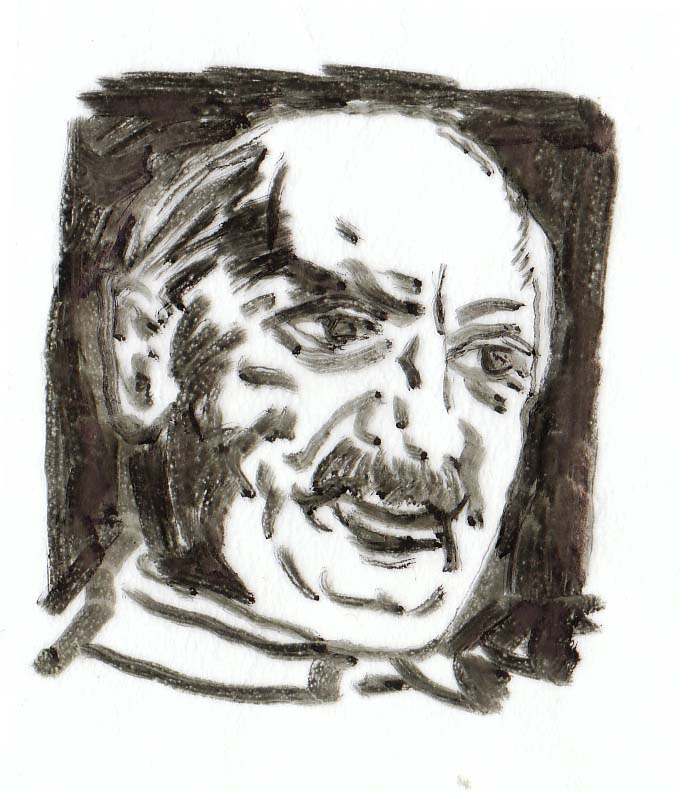
Ein Werk, das auf Freier Benutzung einer Fotografie basiert. (Zeichnung von Herbert Wetterauer nach einer Fotografie von Fritz Eschen)

Die Bezugnahme auf das Originalwerk war nicht relevant, da diese durch das Gesetz bereits vorgesehen ist. Wichtiger ist es, dass die persönlichen Züge des Originalwerkes verblassen und die des neuen Urhebers in den Vordergrund treten. Die persönlichen Züge verblassen umso eher, wenn diese im Originalwerk nur schwach vorhanden sind, wie beispielsweise bei Werken, die als kleine Münze zu sehen sind. Dabei werden die Übereinstimmungen der beiden Werke, nicht die Unterschiede betrachtet. Wird so beispielsweise die Handlung einer Fabel komplett übernommen, die Gestaltung jedoch verändert, sodass der Leser sofort an das Originalwerk erinnert wird, dann handelt es sich stets um eine Bearbeitung, nicht um eine freie Benutzung. Ähnliches gilt bei Fortsetzungen von Werken. Bei Parodien sind auch deutliche Übernahmen der Formgestaltung erlaubt. Dabei kann selbst die unveränderte Übernahme von geschützten Laufbildern für eine Satire in eine andere Show der freien Benutzung unterfallen. Es kommt hier wieder darauf an, ob die Parodie einen „inneren Abstand“ zu den eigenpersönlichen Zügen des Originalwerkes besitzt.
Umstritten war, ob Werke, welche das Originalwerk in eine andere Werkgattung übertragen, auch eine freie Benutzung darstellen. Nach einer Ansicht sind von der freien Benutzung solche Werke ausgeschlossen. Die Gegenansicht sieht in einer Übertragung in eine andere Werkgattung, ausgenommen von Verfilmungen, stets eine freie Benutzung, sofern es sich nicht um dieselbe oder benachbarte Werkgattung handelt. Beziehen sich mehrere Werke auf das gleiche gemeinfreie Originalwerk, sind stets alle Bearbeitungen eine freie Benutzung. So kann jemand, der die Mona Lisa bearbeitet, keinen anderen urheberrechtlich belangen, weil dieser das auch tut. Versucht ein Urheber mit seiner Bearbeitung dem Erfolg eines anderen Werkes zu folgen, ist die freie Benutzung an besonders hohe Voraussetzungen gebunden.
Der Bundesgerichtshof (BGH) musste entscheiden, ob der Verkauf von Faschingskostümen, deren Gestaltung von einer literarischen Figur abgeleitet war, eine Bearbeitung und damit eine Verletzung der Urheberrechte der Autorin oder eine freie Benutzung darstellte. Er stellte im Urteil darauf ab, ob die objektiven Merkmale der Figur übernommen wurden, die „die schöpferische Eigentümlichkeit des Originals“ ausmachen. Für einen urheberrechtlichen Schutz einer literarischen Figur müssen eine unverwechselbare Kombination äußerer Merkmale, Charaktereigenschaften, Fähigkeiten und typischen Verhaltensweisen zusammenkommen. Einzelne äußerliche Merkmale reichen für einen Schutz nicht aus, ihre Übernahme verletzt daher die Urheberrechte nicht. Speziell im Fall des Faschingskostüms kommt hinzu, dass der Akt des Verkleidens und des in eine fremde Rolle Schlüpfens für die Annahme eines inneren Abstands zum Werk spricht und so auf eine freie Benutzung hindeutet.
Auf die freie Benutzung fremder Werke bezog sich beispielsweise das Magazin Perlentaucher bei der Nutzung von Buchkritiken aus verschiedenen deutschsprachigen Qualitätszeitungen in eigenen Zusammenfassungen dieser Kritiken, die auch an Buchhändler weiterverkauft wurden. In der Revision wurde die grundsätzliche Möglichkeit der freien Benutzung von Buchkritiken durch den BGH im Dezember 2010 ausdrücklich bestätigt, jedoch das Verfahren zurückverwiesen, um zu klären, ob die hierfür notwendige individuelle schöpferische Eigenart bei den streitgegenständlichen Nutzungen ausreichend ist. Fraglich ist dies insbesondere angesichts des Umfangs, der in die frei formulierten Nutzungen der Rezensionen eingebetteten Zitate.

## Einschränkungen für Musik
In § 24 Abs. 2 UrhG wurde die freie Benutzung für Werke der Musik eingeschränkt, wenn die Melodie erkennbar dem neuen Werk zugrunde liegt. Dies macht etwa Parodien praktisch unmöglich, außer der Urheber des Originalwerkes stimmt der Parodie (also Bearbeitung) zu. Der Begriff der Melodie ist im Urheberrecht nicht definiert. Es wird aber davon ausgegangen, dass die Melodie eine geschlossene und geordnete Tonfolge sei, welche dem Werk eine individuelle Prägung gibt.
Das Verwenden von kurzen Samples anderer Autoren wurde in einem vom Bundesverfassungsgericht aufgehobenen Urteil des Bundesgerichtshofs vom 20. November 2008 nur unter so eng definierten Bedingungen für zulässig befunden, dass es in der Praxis immer an die Zustimmung des ursprünglichen Rechteinhabers gebunden gewesen wäre. Das Bundesverfassungsgericht sah durch das Urteil die Freiheit der künstlerischen Auseinandersetzung in verfassungswidriger Weise eingeschränkt und hat es daher aufgehoben und die Sache an den BGH zurückverwiesen.